# Książę Kaspian
Książę Kaspian (tyt. oryg. Prince Caspian) – drugi tom z cyklu Opowieści z Narnii autorstwa brytyjskiego pisarza C.S. Lewisa, opublikowany w 1951 roku. Książka została zekranizowana, światowa premiera miała miejsce 16 maja 2008 roku, w polskich kinach film pojawił się 30 maja.
Znane z pierwszego tomu rodzeństwo Pevensie: Piotr, Zuzanna, Edmund i Łucja spieszą na pomoc prawowitemu władcy Narnii, księciu Kaspianowi, który toczy śmiertelny bój o prawo tronu. Jakie będą tego rezultaty, zdaje się rozumieć tylko mądry lew Aslan.

## Fabuła
Rozdział 1 – Wyspa. Mija rok od wydarzeń opisanych w powieści Lew, czarownica i stara szafa. Piotr, Zuzanna, Edmund i Łucja po spędzeniu bardzo miłych wakacji muszą jechać do nowych szkół – szkół z internatem. Tym smutniejszy dla nich jest fakt, że bracia jadą do innej szkoły, a siostry do innej, co oznacza, że rodzeństwo nie zobaczy się przez najbliższe 10 miesięcy. Nagle dzieci, siedząc na ławce, czują, że coś ich kłuje w plecy. Po chwili jakaś moc ciągnie ich w nieznane. Łapią się za ręce i.... lądują w Narnii. Są uradowani. Trafili na wyspę, której pochodzenia nie mogli sobie przypomnieć – wyspę porośniętą puszczą. Bawią się w wodzie, potem idą dalej. Robią się głodni, jedzą kanapki, jakie przyszykowała im mama. Wreszcie sycą głód jabłkami z sadu, do którego dziwnym trafem się dostali. Sad prowadzi ich do muru, który należy do ruin starego zamku. Dziwią się, bowiem w Narnii nie było żadnych ruin. Przekraczają jednak ich mury.
Rozdział 2 – Starożytne ruiny. Dzieci zwiedzają ruiny, do których trafili. Wydają im się one dziwnie znajome. Zbierają jabłka i robią ognisko. Zuzanna znajduje złotą figurkę szachową. Przypomina im ona figurki z ich szachów. Do tego widzą studnię, którą sami kazali wykopać, kiedy byli władcami Narnii. Te i inne szczegóły sprawiają, że dzieci dochodzą do strasznych dla nich wniosków – są w ruinach zamku Ker-Paravel. Nie wiedzą, jak to możliwe. Edmund sugeruje, że skoro w ich świecie, kiedy wraca się z Narnii zawsze jest ten sam czas, kiedy się do niej trafiło, to może w Narnii zawsze kiedy się do niej wraca, czas może być jaki tylko chce. Pozostali przyznają mu rację. Piotr chce zwiedzić starą zbrojownię. Odrzuca z Edmundem wejście do niej i wchodzą tam, pomagając sobie nową latarką Edmunda. Wśród pozostałości po zamkowych komnatach odnajdują swoje artefakty i zbroje. Brakuje tylko rogu Zuzanny, który został przy siodle, gdy opuścili Narnię.
Rozdział 3 – Karzeł. Dzieci postanawiają opuścić ruiny i przepłynąć na stały ląd. Problem w tym, że Edmund nie pływał za dobrze, a Łucja wcale. Nagle zauważają łódź z dwoma ludzkimi żołnierzami. Chcieli oni wrzucić do wody związanego Czerwonego Karła. Zuzanna strzela im z łuku po hełmach, żołnierze uciekają, Piotr wyciąga karła. Przedstawia się on swoim wybawcom jako Zuchon i mówi, że jest posłańcem Kaspiana, który walczy z Telmarami i ich władcą, Mirazem. Widząc broń dzieci podejrzewa, że są oni mitycznymi czterema władcami Narnii, na których spotkanie go wysłano. Ponieważ dzieci niewiele z tego rozumieją, karzeł siada i zaczyna im opowiadać historię księcia Kaspiana.
Rozdział 4 – Opowieść karła. Król Narnii, Kaspian IX zmarł. Władzę po nim przejął jego brat, Miraz. Nowy władca opiekuje się swoim bratankiem, księciem Kaspianem, synem swego zmarłego brata. Miraz rządzi krajem w sposób niezgodny z jej odwiecznymi prawami. Według niego wszelkie mówiące zwierzęta to wymysł wyobraźni, a lew Aslan nigdy nie istniał. Kaspian jednak ciągle wierzy w „Starą Narnię”, do czego przyczyniają się opowieści jego niani. Kiedyś chłopiec, podczas spaceru ze stryjem, wygadał się o tym, że zna te opowieści. Zły Miraz wyzwał go, wygnał nianię i wezwał z głębi Narnii doktora Korneliusa, który zostaje nauczycielem młodego księcia. Mistrz i uczeń szybko przypadają sobie do gustu. Kornelius na lekcji historii opowiada chłopcu, że jego przodkowie pochodzą z Telmaru, najechali Narnię i podbili ją, zaś ich przywódca, król Kaspian koronował się na władcę Narnii jako Kaspian I Zwycięzca. Chłopiec pyta o dalsze fakty, ale nauczyciel zmienia temat. Pewnej nocy zabiera go jednak na lekcje astronomii do starej wieży. Pokazuje mu koniunkcje dwóch gwiazd, potem zaś wyjaśnia, że opowieści o Aslanie i „Starej Narnii” nie są bajkami, lecz rzetelną prawdą, ale nie może Kaspian nikomu o nich opowiadać. Doktor przyznaje się również Kaspianowi, że jest w połowie Czarnym Karłem.
Rozdział 5 – Przygody Kaspiana w górach. Kaspian ma się teraz na baczności. Patrzy podejrzliwie na swego stryja i stryjenkę. Pewnej nocy Kornelius budzi go i każe mu uciekać z zamku. Okazuje się bowiem, że królowa Pretensjonata, żona Miraza, urodziła syna – Kaspian jest więc w śmiertelnym niebezpieczeństwie. Nauczyciel wyjawia chłopcu całą prawdę – Kaspiana IX zabił nie kto inny, ale właśnie Miraz. Potem zabił on kilku baronów, którzy stali mu na drodze, siedmiu innych baronów, przyjaciół Kaspiana IX, wysłał dożywotnio na zwiedzanie zamorskich krajów. Bratanka zaś trzymał tylko dlatego, że nie miał następcy. Teraz jednak go ma. Kaspian ucieka, otrzymując od swego nauczyciela róg królowej Zuzanny. Pędzi przez las, ale w drugim dniu ucieczki uderza się o gałąź i traci przytomność. Budzi się w borsuczej norze, opatrują go mówiący borsuk Truflogon, Czerwony Karzeł Zuchon i Czarny Karzeł Nikabrik. Ten ostatni chce zabić chłopca, ale pozostali mu nie pozwalają. Kaspian opowiada im o sobie. Cała trójka decyduje, że czas podjąć walkę z Mirazem.
Rozdział 6 – Lud mieszkający w ukryciu. Kaspian, Zuchon, Nikabrik i Truflogon ruszają na poszukiwanie Starych Narnijczyków. Znajdują Trzy Brzuchate Niedźwiedzie, potem wiewiórkę Trajkowitkę, która na polecenie Zuchona zbiera wszystkich Narnijczyków, jakich tylko znalazła. Do Kaspiana dołączają więc centaur Gromojar i jego synowie, karły, fauny, satyry, mysi oddział na czele mówiącej myszy-rycerza Ryczypiska, olbrzym Świdrogrzmot i wielu innych. Pięć karłów kuje Kaspianowi, Zuchonowi i Nikabrikowi nowe zbroje i miecze. W nocy na Tanecznym Uroczysku odbywają się tańce i zabawa.
Rozdział 7 – Stara Narnia w niebezpieczeństwie. Narnijczycy naradzają się, co robić dalej. Do obozu zbliża się ktoś – jest to doktor Kornelius, który informuje wszystkich, że Miraz wie o ucieczce Kaspiana i o tym, że zbiera on przeciwko niemu Narnijczyków, więc ruszył już ze swoim wojskiem zdławić bunt – Miraz dowiedział się o tym wszystkim przez konia Kaspiana, który zgubiwszy jeźdźca wrócił do stajni. Za radą nauczyciela Kaspian przenosi swe siły do Kopca Aslana. Niestety, walka z Mirazem nie przynosi rezultatu, Kaspian i jego oddziału ponoszą porażkę przez Świdrogrzmota, który poprowadził ich do ataku niezgodnie z planem. Kaspian naradza się z Zuchonem, Nikabrikiem, Truflogonem i Korneliusem. Nikabrik radzi zadąć w róg, Zuchon mówi, iż nie wierzy w bajki o Aslanie, Kornelius doradza ostrożność. Wreszcie książę gra na rogu, wysyłając Trajkowitkę w jedną stronę, zaś Zuchona w drugą, by odnaleźli oni tajemniczą pomoc.
Rozdział 8 – Jak wydostali się z wyspy. Zuchon kończy swą opowieść. Rodzeństwo jest gotowe wspomóc Kaspiana, Zuchon jednak wątpi w ich siły. Edmund proponuje mu więc pojedynek na miecze, który wygrywa. Potem Zuzanna wygrywa z karłem w strzelaniu z łuku, więc Zuchon uwierzył w ich możliwości. Wszyscy opuszczają wyspę z pomocą łodzi zabranej telmarskim strażnikom.
Rozdział 9 – Co zobaczyła Łucja. Rodzeństwo i Zuchon (nazywany dowcipnie KMP – Kochany Mały Przyjaciel) wędrują przez Puszczę. Łucję atakuje niedźwiedź, ale zabija go Zuchon. Łucja jest smutna tym, co mówił Zuchon, że wiele mówiących zwierząt przez prześladowania ze strony Telmarów straciło zdolność mowy i stało się dzikimi bestiami. Piotr, Edmund i Zuchon oporządzają misia. Cała grupa dociera do wąwozu z rzeką. Łucja widzi przy wąwozie Aslana, który jednak szybko znika. Dziewczynka chce iść w stronę, którą wskazywał im Wielki Lew, Zuchon, Piotr i Zuzanna oponują, tylko Edmund staje po stronie Łucji. Na głosowaniu wygrywa wniosek Piotra, który nakazuje iść w przeciwnym kierunku. Łucja płacze.
Rozdział 10 – Powrót Lwa. Grupa idzie przez Puszczę, kierunkiem wskazanym przez Piotra – w stronę rzeki Beruny, ale niestety nadziewa się na patrol Telmarów. Cudem uchodzą z życiem. Idą więc w stronę, jaką wcześniej proponowała Łucja. W nocy Łucję budzi dziwny dźwięk. Idzie za nim i spotyka... Aslana. Wielki Lew tłumaczy jej, że nie może się zjawić i przepędzić rykiem wrogów, gdyż nic nie zdarza się dwa razy tak samo. Mówi jej też, by obudziła rodzeństwo, uprzedza jednak, że inni na razie nie mogą go zobaczyć. Łucja próbuje obudzić resztę – udaje jej się tylko z Edmundem, który wierzy siostrze, pomimo tego, iż nie widzi Aslana.
Rozdział 11 – Lew ryczy. Edmund i Łucja budzą pozostałych. Nikt inny jednak nie wierzy w przybycie Aslana, Zuzanna dogaduje Łucji, Edmund broni siostrzyczkę. Piotr dla świętego spokoju zarządza wyruszenie w drogę, Zuzanna marudzi. Idą drogą, jaką wskazuje Aslan. Po pewnym czasie Edmund widzi cień Aslana, potem jego samego. Wkrótce udaje się to samemu Piotrowi, wreszcie Zuzannie i Zuchonowi. Zuzanna przeprasza Łucję za swoje zachowanie. Aslan wybacza starszym dzieciom zwątpienie, pochwala Edmunda, zaprzyjaźnia się z Zuchonem. Następnie Piotr, Edmund i Zuchon idą pod Kopiec Aslana, zaś Aslan, Zuzanna i Łucja ruszają wezwać posiłki. Swoim rykiem Wielki Lew budzi duchy drzew z tysiącletniego snu. Pojawia się także Bachus i jego orszak, wśród których jest i Sylen.
Rozdział 12 – Czarna Magia. Piotr, Edmund i Zuchon wchodzą do Kopca Aslana. Podsłuchują naradę Kaspiana, Truflogona i Korneliusa z Nikabrikiem i jego dwoma towarzyszami, którymi okazują się być wiedźma i wilkołak. Kaspian mówi o powolnym rozpraszaniu się swoich wojsk, Nikabrik uważa, że skoro Aslan nie przybył, należy wezwać na pomoc inne siły. On i jego towarzysze chcą zakreślić krąg i przywrócić do życia Białą Czarownicę. Pozostali nie zgadzają się na to, więc dochodzi do zdrady: Kaspiana atakuje wilkołak, Korneliusa wiedźma, Truflogona Nikabrik. W ostatniej chwili przybywa pomoc – Piotr zabija wilkołaka, Zuchon wiedźmę, Edmund Nikabrika. Kaspian jest ranny, ale jego rany zostają opatrzone. Ciało Nikabrika oddano jego pobratymcom.
Rozdział 13 – Pod wodzą Wielkiego Króla. W Kopcu Aslana odbywa się narada wojenna. Piotr postanawia zakończyć wojnę z Mirazem za pomocą pojedynku, Kaspian podejrzewa, że niewiele to zmieni, gdyż Miraz na pewno nie dotrzyma warunków jako ewentualny zwycięzca, ale zgadza się. Z Mirazem będzie walczył Piotr. Dyktuje on Korneliusowi wyzwanie na pojedynek, które potem zanosi Edmund eskortowany przez Świdrogrzmota i Gromojara. W swoim obozie Miraz czyta wyzwanie, jakie przyniósł mu Edmund. Doradcy Miraza, hrabiowie Podlizar i Sobiepan naradzają się. Postanawiają oboje namawiać Miraza, by odrzucił wyzwanie, ale w taki sposób, by obrażony na nich, przyjął je. Wówczas wódz albo wygra, albo zginie. Jeśli zaś zginie, oni wygrają wojnę bez niego i sami będą rządzić Narnią. Plan się powiódł, Miraz sądził, iż hrabiowie zarzucają mu tchórzostwo, więc przyjmuje wyzwanie, przy okazji nazywając Podlizara tchórzem, za co ten przysięga mu zemstę. Edmund przynosi Piotrowi pomyślną odpowiedź. Wielki Król szykuje mistrzów pojedynków, mających nadzorować walkę. Mają nimi być Gromojar, Świdrogrzmot i niedźwiedź, choć ten ostatni ssał łapę, przez co lekko poniżał Narnijczyków.
Rozdział 14 – Wszyscy są bardzo zajęci. Odbywa się pojedynek Piotra i Miraza. Jest on bardzo długi i bardzo zaciekły. Podczas przerwy Piotr regeneruje siły, coraz bardziej wątpiąc w zwycięstwo. Wreszcie Miraz potyka się i upada na ziemię. Podlizar i Sobiepan zarzucają Piotrowi, że podstępnie zabił ich władcę i wywołują bitwę, podczas której Podlizar dobija Miraza. Piotr zabija Sobiepana, ale walka trwa dalej. Przyłączają się do niej wszyscy Narnijczycy, nawet Ryczypisk i jego myszy, którzy pomimo małego wzrostu okazują się śmiertelnie skuteczni w walce. Szalę zwycięstwa przechyla przybycie posiłków w postaci wszystkich dobrych Narnijczyków i obudzonych drzew. Telmarowie wycofują się na most na Berunie, ale ten zniknął. Tymczasem Aslan z Zuzanną, Łucją i Bachusem szuka ludzi do walki. Bachus niszczy most na rzece Berunie, uwalniając jej ducha, następnie idą dalej. Przyłącza się do nich uczennica z niesympatycznej szkoły, chłopiec bity kijem przez swego pana (ten ostatni za karę został zamieniony w drzewo), młoda nauczycielka niewdzięcznej klasy i wielu innych. Po drodze Aslan uzdrawia swoim oddechem nianię Kaspiana, która też przyłącza się do niego. Bitwa zostaje wygrana, Telmarowie przerażeni poddali się, inni natomiast skoczyli do Beruny i potopili się. Kaspian i jego niania wpadają sobie w objęcia.
Rozdział 15 – Aslan robi drzwi w powietrzu. Łucja leczy swym eliksirem rannych w bitwie, w tym zmasakrowanego Ryczypiska, który stracił w bitwie ogon. Aslan nie chce mu dodać nowego ogona, uważając, że mysz zbyt wiele wagi przykłada do swej dumy i honoru – robi to dopiero wtedy, kiedy wszystkie myszy były gotowe obciąć swe ogony, by ich przywódca nie czuł się poniżony. Kaspian zostaje koronowany na króla Narnii jako Kaspian X. W zamku odbywa się wielka uczta, wierni żołnierze zostają nagrodzeni. Aslan ogłasza, że Telmarowie mogą zostać w Narnii lub wrócić do swego świata, z którego przybyli – okazuje się bowiem, że Telmarowie pochodzą od piratów, którzy rozbili się na wyspie na Ziemi i przypadkiem trafili przez magiczne przejście do Narnii. Telmarowie boją się, że przejście (drzwi zrobione z patyków) ich pochłonie, tylko jeden z nich przechodzi odważnie – Aslan obiecuje mu szczęście, za jego wiarę. Na dowód, że przejście to nie pułapka Piotr, Zuzanna, Edmund i Łucja (przebrani już w szkolne mundurki) przechodzą przez to przejście do swego świata. Aslan mówi Piotrowi i Zuzannie, że już nie wrócą do Narnii, co oni znoszą dość spokojnie. Zuzanna oddaje Kaspianowi swój róg. Dzieci są znowu w Londynie i czekają na stacji na swój pociąg. Okazuje się jednak, że Edmund zostawił w Narnii latarkę – jednak jest już za późno, by po nią wrócić.